# Neusschelp
Een neusschelp of concha nasalis is een met slijmvlies beklede botplaat in de menselijke neus.

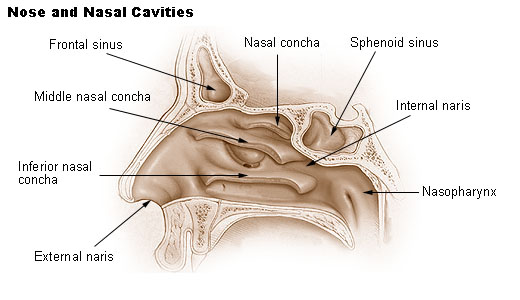

## Anatomie
De menselijke neus bevat drie van zulke botplaten, te weten (van boven naar beneden):
- bovenste neusschelp (concha nasalis superior)
- middelste neusschelp (concha nasalis media)
- onderste neusschelp (concha nasalis inferior)

Onder de neusschelpen komen de afvoerkanalen uit van de neusbijholten en de traanbuis.
- Onder de bovenste neusschelp (meatus nasi superior) mondt het achterste gedeelte van de zeefbeencellen uit.
- Onder de middelste neusschelp (meatus nasi medius) monden de kaakholte, de voorhoofdsholte en het voorste gedeelte van de zeefbeencellen uit.
- Onder de onderste neusschelp (meatus nasi inferior) mondt de traanbuis uit.

Boven de bovenste neusschelp bevindt zich een kleine ruimte die recessus sphenoethmoidicus heet. Daarin mondt de wiggenbeensholte uit.

## Klinische betekenis
Het slijmvlies op de neusschelpen kan bij verkoudheid zó verdikt raken dat de doorgang naar boven in de neusholte, waar de reukzenuwen zitten, versperd wordt. Neusdruppels laten de neusschelpen slinken. Neuspoliepen ontstaan meestal bij de middelste neusschelp. Chirurgische verkleining van de neusschelpen wordt conchareductie genoemd, en kan empty nose syndrome tot gevolg hebben.